# Chaetocnema malgascia
Chaetocnema malgascia es un coleóptero de la familia Chrysomelidae. Fue descrita científicamente en 2001 por Biondi.